# Rhodometra consecraria
Rhodometra consecraria là một loài bướm đêm trong họ Geometridae.